# محسن شهرنازدار

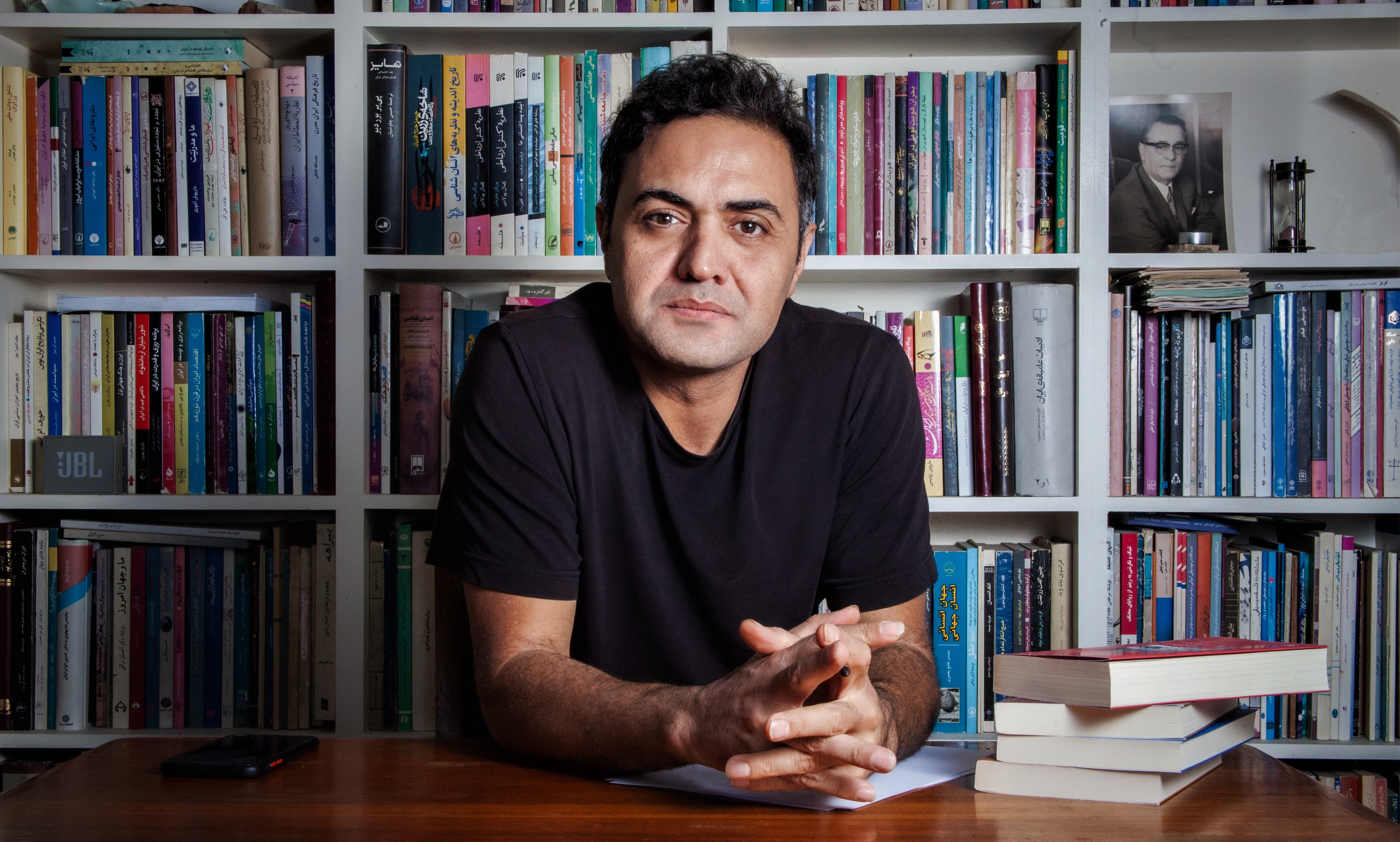
محسن شهرنازدار، تهران، ۲۰۲۲

محسن شهرنازدار، (متولد ۱۳۵۶) انسان‌شناس، موسیقی‌شناس و مستندساز ایرانی است.

شهرنازدار عضو شورای مرکزی مؤسسه انسان‌شناسی و فرهنگ و متمرکز روی فرهنگ و تاریخ بلوچستان است.او همچنین از نیمۀ دهه هفتاد خورشیدی به مدت ده سال، در رسانه‌های ایران فعالیت داشته و چندین گروه فرهنگی در آن دوران را دبیری کرده است. آخرین فعالیت رسانه‌ای او دبیری پروژۀ مهرگان در روزنامۀ ایران بود که محتوای آن به صورت کتاب به چاپ رسید.
شهرنازدار از اواخر دهۀ هفتاد با حضور در میدان مطالعات قومی و با تمرکز روی موسیقی، به پژوهش دربارۀ اقوام ایرانی به ویژه موسیقی قوم بلوچ پرداخته است. او همچنین دبیری علمی پروژۀ پژوهش‌های ایران فرهنگی ویژۀ بلوچستان را برعهده داشته که در قالب بیست و دو مجلد انتشار یافته است.
شهرنازدار در سخنرانی‌ها و مقالات خود با رویکردی انسان‌شناختی به موسیقی و تغییرات فرهنگی در جامعه ایرانی و مساله اقوام ایرانی پرداخته است. او از دهه هشتاد خورشیدی روی پروژه «صداهای تهران» متمرکز شد. نتایج این پروژه در مه ۲۰۱۶ در همایش "فضاهای صوتی خاورمیانه و آسیای مرکزی: بررسی تقاطع مطالعات صدا و اتنوموزیکولوژی در خاورمیانه و آسیای مرکزی" که با همکاری انجمن موسیقی خاورمیانه و آسیای مرکزی در دانشگاه سیتی لندن برگزار شد، ارائه شد.

## دستگیری
شهرنازدار در سال ۱۳۸۰ به اتهام توهین به مقدسات تحت تعقیب قرار گرفت.

همچنین در اواخر شهریور ۱۳۹۰ به اتهام همکاری با تلویزیون بی‌بی‌سی بازداشت و پس از تحمل 24 روز انفرادی، در ۱۷ مهر ۱۳۹۰ از زندان اوین آزاد شد. دستگیری او و چند تن دیگر از مستندسازان ایرانی بازتاب‌ گسترده جهانی یافت.
شهرنازدار هم‌اکنون مسئولیت پروژه و سایت تاریخ فرهنگی ایران معاصر را بر عهده دارد.

## آثار
فیلم مستند:
- «از خانه شمارۀ ۳۷: دربارۀ زندگی و مرگ صادق هدایت» (به اتفاق سام کلانتری)
- «شهروند ایرنه: دربارۀ یک بانوی صدسالۀ آلمانی و روابط ایران و آلمان در قرن بیستم»
- «سلام مبارک : دربارۀ نوروز و موعد تحویل سال»

کتاب (دبیر):
- مقالاتی در زمینۀ مطالعات انسان شناختی بلوچستان، تهران: موسسۀ آبی پارسی، ۱۴۰۰
- گزیده مقالات بلوچ و دیگران، بلوچ و همسایگان، تهران: موسسۀ آبی پارسی، ۱۴۰۰
- مقالاتی در زمینۀ مطالعات تاریخی بلوچستان، تهران: موسسۀ آبی پارسی، ۱۴۰۰۰
- اسنادی از بلوچستان در آرشیو بریتانیا، تهران: موسسۀ آبی پارسی، ۱۴۰۰
- سفرنامه حاجی خان، تهران: موسسۀ آبی پارسی، ۱۴۰۰
- بلوچستان در سه سیاحت‌نامه عهد قاجار،تهران: موسسۀ آبی پارسی، ۱۴۰۰
- سفرنامه های معاصر بلوچستان  بخش سوم، تهران: موسسۀ آبی پارسی، ۱۳۹۹
- سفرنامه های معاصر بلوچستان  بخش دوم، تهران: موسسۀ آبی پارسی، ۱۳۹۹
- سفرنامه های معاصر بلوچستان  بخش اول، تهران: موسسۀ آبی پارسی، ۱۳۹۹
- بلوچستان در دانشنامهٔ ایرانیکا، تهران: موسسۀ آبی پارسی، ۱۳۹۹
- رادیو ملی ایران، تهران: انتشارات پردیس دانش، ۱۳۹۶
- مهرگان؛ جشن‌نامۀ مشاهیر معاصر ایران، پارۀ اول بخش نخست، تهران: انتشارات ایران، ۱۳۸۴
- دربارۀ موسیقی ایران، در چهار مجلد (گفت و گو با محمدرضا درویشی، مجید کیانی، داریوش طلایی، حسین علیزاده)، تهران: نشر نی، ۱۳۸۳

مقالات
- دهها مقاله در روزنامه‌های «ایران»، «جامعه»، «توس»، «خرداد»، همشهری و ...